# Коромка
Коромка (бел. Каромка) — деревня в Рогинском сельсовете Буда-Кошелёвского района Гомельской области Белоруссии.

## География

### Расположение
В 18 км на северо-восток от районного центра и железнодорожной станции Буда-Кошелёвская (на линии Жлобин — Гомель), 45 км от Гомеля.

### Гидрография
На востоке мелиоративные каналы.

## Транспортная сеть
Транспортные связи по просёлочной дороге, затем по шоссе Довск — Гомель.
Планировка состоит из прямолинейной улицы с двумя переулками, ориентированной с юго-востока на северо-запад. Застройка двусторонняя, деревянными домами усадебного типа.

## История
По письменным источникам известна с конца XVIII века как селение в Рогачёвском уезде Могилёвской губернии. С 1884 года работал хлебозапасный магазин. По переписи 1897 года находились: школа грамоты, ветряная мельница. В 1909 году — 398 десятин земли, в Кошелёвской волости Рогачевского уезда.
В 1925 году в Заболотском сельсовете Буда-Кошелёвского района Бобруйского округа. В 1930 году организован колхоз «Крестьянин». Во время Великой Отечественной войны 28 ноября 1943 года освобождена от фашистских захватчиков, 52 жителя деревни погибли на фронте. В 1959 году в составе колхоза «Рогинь» (центр — деревня Рогинь).

## Население

### Численность
- 2018 год — 42 жителя.

### Динамика
- 1816 год — 30 дворов, 144 жителя.
- 1858 год — 159 жителей.
- 1897 год — 49 дворов, 342 жителя (согласно переписи).
- 1909 год — 50 дворов, 443 жителя.
- 1925 год — 76 дворов.
- 1959 год — 421 житель (согласно переписи).
- 2004 год — 59 хозяйств, 96 жителей.

## Известные уроженцы
- И. И. Шальманов — белорусский писатель.